# Louis Brandin
Louis Brandin (né en Bourgogne vers 1573-1576, mort après 1635), dit aussi Lodovico Bordino ou Monsu Bordino, ou Bordini, ou Brandino, est un peintre et dessinateur français, principalement actif en Italie.
Après avoir passé sa jeunesse à Rome (peut-être dès 1590-1595), où il peint des petits tableaux de cabinet très appréciés, il se rend à Turin vers 1607 et y demeure sous la protection du duc de Savoie. Celui-ci lui octroie une pension en 1623 et lui passe commande de plusieurs travaux décoratifs pour le palais ducal et les églises de Turin. Plusieurs de ses tableaux (notamment des scènes de bataille) sont signalées dans les collections ducales au cours des années 1630. Son art, qui se rattache au maniérisme tardif et qui subit l'ascendant du Cavalier d'Arpin, est redécouvert ponctuellement à la suite de plusieurs attributions nouvelles de dessins, essentiellement sur des bases stylistiques. Son parcours est encore mal connu et peu documenté.

## Œuvres
Peintures :
- Jonas et la baleine, vers 1600, huile sur toile, Rouen, musée des Beaux-Arts[3].
- Une bataille (attribué), huile sur bois, Rochefort, musée d'Art et d'Histoire[4].

Dessins :
- Homme à demi nu assis sur un rocher,  sanguine. H. 0,165 ; L.0,265 m. Paris, École Nationale Supérieure des Beaux-Arts [5],[6]. Cette étude à la sanguine a été réalisée d'après le modèle vivant et est préparatoire à la toile représentant Jonas rejeté par la baleine peinte vers 1600 (Rouen). La figure de Jonas est reprise sans changement dans la composition finale[7].
- Bataille de cavaliers, dessin à la plume, encre brune et lavis brun, collection Chrisian et Isabelle Adrien.
- Aristée et Protée ?, dessin à la sanguine, Avignon, musée Calvet.
- Le Jugement de Pâris, dessin à la pierre noire et sanguine, Paris, musée du Louvre (feuille également attribuée au Cavalier d'Arpin, et récemment donnée à Brandin)[8].